# Kiezeloöliet Formatie
De Kiezeloöliet Formatie (sic, afkorting: Kz, KI of KOO, Duits: Kieseloolith Schotter; Engels: Kieseloolite Formation) is een geologische formatie in de ondergrond van Nederland, het noordwesten van Duitsland en het uiterste noordoosten van België. De formatie bestaat uit fluviatiele sedimenten die met name in de depressie van de Roerdalslenk zijn afgezet. In Nederland en België komt de formatie buiten Limburg en het oosten van Noord-Brabant niet voor.

## Ontstaan
De formatie werd gevormd van het Tortonien (10 miljoen jaar geleden, Laat-Mioceen) tot het Tiglien (Vroeg-Pleistoceen, 2 miljoen jaar geleden). De formatie werd afgezet door de Rijn, die kwartsrijk materiaal uit de Alpen naar het noorden voert. De Rijn lag tijdens het Plioceen verder naar het westen, ongeveer ter hoogte van waar tegenwoordig de Maas stroomt.

## Stratigrafie
De Kiezeloöliet Formatie werd voor het eerst beschreven door de Duitse geoloog Erich Kaiser in 1907. In Nederland werd de benaming een jaar later voor het eerst gebruikt door Pieter Tesch. De formatie is genoemd naar het voorkomen van kieseloölieten (oölieten bestaande uit silica). Deze zijn afkomstig uit Jurassische gesteenten in Lotharingen maar komen slechts sporadisch voor.
De Kiezeloöliet Formatie wordt gerekend tot de Boven-Noordzee Groep en ligt normaal gesproken boven op de mariene Formatie van Breda. Ze gaat in het westen over in de eveneens mariene Formatie van Oosterhout. Een andere interpretatie is dat de Formatie van Oosterhout ouder is dan de Kiezeloöliet Formatie en dus ook onder de laatste aanwezig kan zijn. De Formatie van Mol in het noorden van België is mogelijk gelijk aan of gelijktijdig met de Kiezeloöliet Formatie ontstaan. In Nederland wordt de Kiezeloöliet Formatie meestal overdekt door de Formatie van Maassluis.
Ze wordt onderverdeeld in een aantal leden: het Laagpakket van Waubach, dat vooral uit grof zand en grind (Maasgrind) bestaat; het Laagpakket van Brunssum, kleien met lagen bruinkool; en het Laagpakket van Jagersborg, een afwisseling van zanden en kleien. Het stratotype van de formatie is te vinden in grindgroeven bij Duisdorf, een stadsdeel van Bonn (Duitsland).